# Consommateur
 (avril 2017).
Si vous disposez d'ouvrages ou d'articles de référence ou si vous connaissez des sites web de qualité traitant du thème abordé ici, merci de compléter l'article en donnant les références utiles à sa vérifiabilité et en les liant à la section « Notes et références ».

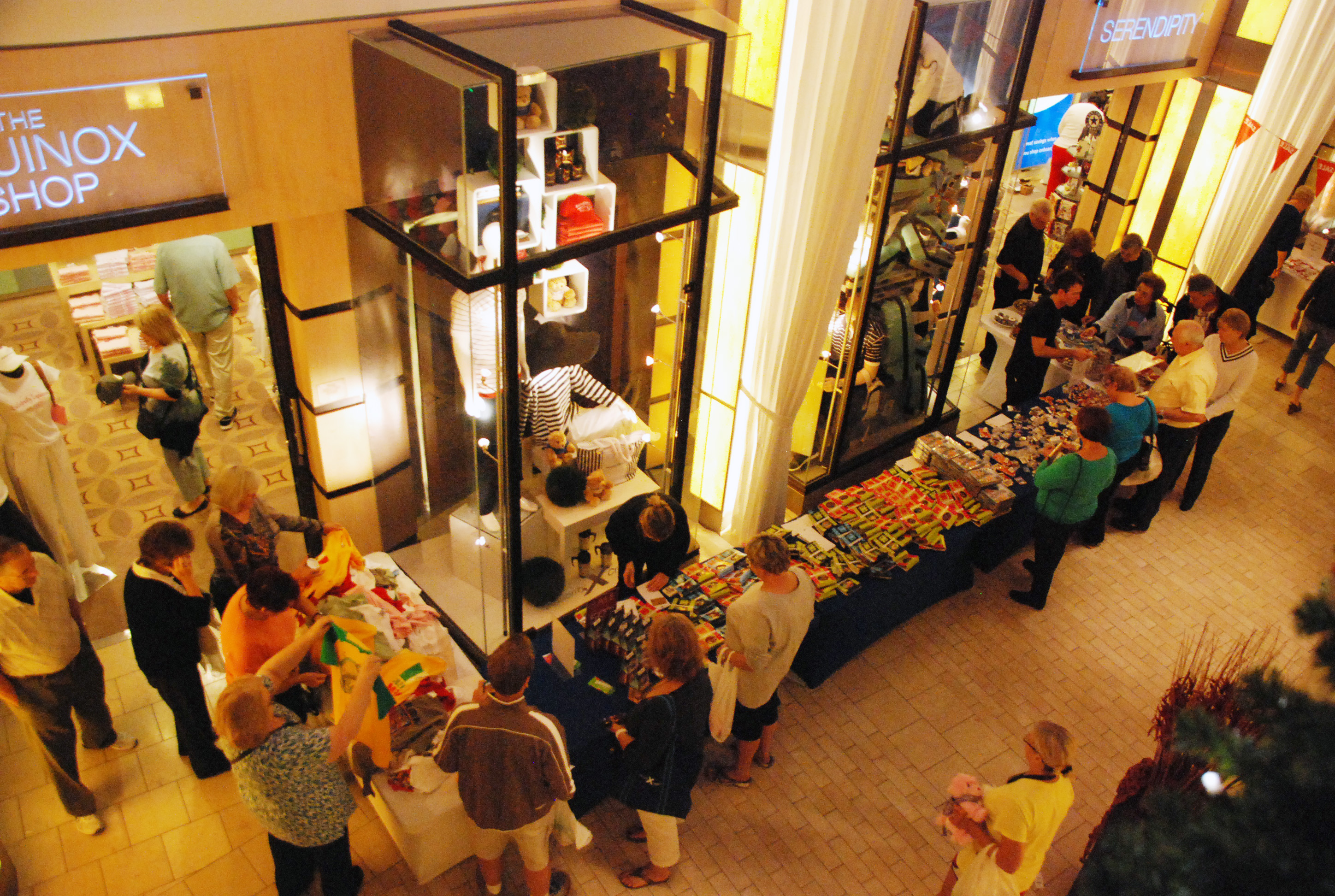
Consommateurs et consommatrices avant les fêtes de Noël

Un consommateur est une personne qui réalise un ensemble d'actes à propos d'un service ou d'un produit depuis son achat jusqu'à son utilisation ultime. Et cela en vue de satisfaire au mieux ses attentes tout au long de la durée normale prévue d'utilisation.
Ce terme recouvre abusivement indistinctement différents rôles : acheteur, approvisionneur, utilisateur, usager, bénéficiaire, payeur...

## Les définitions spécifiques
L'agent consommateur peut être considéré sous différents angles selon les disciplines :

### En économie
Un consommateur est l'agent économique (personne physique ou personne morale) qui choisit, utilise et consomme un service ou un bien et procède de ce fait à leur destruction partielle ou totale.
Cette consommation est dite :
- « finale », lorsque l'utilisation du bien consommé correspond à un usage personnel privé (boire un verre de vin, regarder un spectacle, se promener en voiture...) ;
- « intermédiaire », lorsque le bien ou le service consommé contribue à la création d'un autre bien ou service (un artisan utilise une voiture pour se déplacer chez un client…).

Dans la théorie microéconomique du consommateur, la place centrale de la « théorie des choix du consommateur » illustre assez le principe selon lequel, en économie de marché, le consommateur :
- dispose et exerce une faculté majeure : Pouvoir choisir et choisir sur un marché concurrentiel[1] ;
- dispose de ressources (ou revenu, ou budget selon les différentes écoles) qu'il peut dépenser sur un ensemble de biens et services disponibles sur le marché. Sous l'hypothèse de rationalité, l'allocation optimale des ressources est réalisée en tenant compte des préférences exprimées par le consommateur, de telle sorte qu'il puisse maximiser son utilité sous la contrainte de ses ressources.

### En marketing

#### L'identification précise du consommateur
Les spécialistes du marketing distinguent les notions de consommateur, client, utilisateur, usager, etc. Dans le cadre du processus d'achat, ces notions renvoient à des rôles qui peuvent être tenus par des personnes différentes. Et doivent donc être éventuellement analysés et pris en compte de manière distincte. En effet, les motivations ou les besoins ressentis par l'acheteur ne sont pas forcément les mêmes que ceux de l'utilisateur final. En effet on peut citer les exemples des aliments pour chiens et chats, où le client est le maître et le consommateur l'animal, et des aliments pour bébés, où le parent est le client et le bébé le consommateur final.
On remarque précisément dans ce domaine des stratégies de différenciation des entreprises visant soit le client soit le consommateur.

#### La compréhension des ressorts psychologiques du consommateur
Identifier le consommateur ne suffit pas. Entre la perception et la satisfaction d'un besoin, le processus d'achat doit être impérativement reconnu. Nombre de paramètres peuvent influer sur la décision du consommateur et la mise en œuvre par lui des opérations constituant l'acte de consommer.

### En droit
Toute personne physique est un consommateur en puissance. Son statut de consommateur peut varier. Ainsi le soir, un boulanger qui utilise de la farine pour faire du pain à ses propres enfants, devient consommateur privé. Par contre, dans la journée, quand il contracte pour les besoins de son travail et de sa clientèle, il agit en qualité de professionnel.
Le consommateur, tel que défini et protégé par le droit de la consommation, est une personne physique qui se voit proposer ou accepte une offre de contrat portant sur un bien ou un service à des fins non professionnelles.
D'une manière générale, c'est dire que les personnes morales sont exclues du champ d'application du droit européen de la consommation.
Mais certaines dispositions nationales étendent la protection du consommateur à ces personnes morales, lorsqu'elles agissent sans rapport direct avec leur activité professionnelle. C'est le cas des textes du code de la consommation français sur le démarchage à domicile, et de celui sur les clauses abusives.

## La connaissance du consommateur

### Le comportement du consommateur
Les études sur le comportement des consommateurs ont bénéficié de la recherche de politiques dites de segmentation. Préconisées par un marketing soucieux de compenser une saturation quantitative relative constatée sur certains marchés, l'objet est de toujours mieux connaitre le consommateur pour établir une offre plus personnalisée et/ou sophistiquée.
Le comportement est étudié tant qualitativement (lieux et périodes d'achat, types de produits et services préférés, fidélité ou non aux marques, etc.), que quantitativement (influence du niveau revenu, de sa régularité, de sa progression, sensibilité aux prix, à la qualité, au service…). Les paramètres analysés sont nombreux : socio-démographiques, pouvoir d'achat (la consommation est liée aux revenus, mais aussi à la propension à consommer qui évolue dans le même sens que la propension à emprunter mais en sens inverse de la propension à épargner).
L'influence de l'anticipation des revenus futurs contribue à rendre le consommateur frileux ou exubérant (voir économie comportementale). Les évolutions de prix pèsent également lorsque l'Économie traverse des périodes d'inflation importante voire galopante Hyper-inflation.
Les études qualitatives permettent d'observer et de comprendre en profondeur les comportements du consommateur, via des entretiens ethnographiques ou des observations in situ.
Les consommateurs préfèrent selon « la théorie du sophisme de la vitre cassée » changer régulièrement leur appareil fonctionnant mais ne possédant pas les capacités maximales, au lieu de garder leur appareil et de pouvoir s'offrir d'autres activités. En effet le consommateur est dans une position où il éprouve 2 sentiments à l'égard d'un même objet.
Les expressions les plus recherchées sur un moteur de recherche, tel que celui de l'entreprise Google, sont aussi une source pour comprendre les attentes des consommateurs.

### La psychologie du consommateur
La psychologie du consommateur est une discipline dont l’objectif est de comprendre et d’influencer le comportement d’achat individuel. En marketing, pour accroître les ventes d’un produit, les professionnels adoptent un certain nombre de techniques psychologiques. Il s'agit d'influencer les consommateurs, sans qu'ils en soient conscients en modifiant l'aspect du produit, son packaging, sa publicité, etc. pour influencer ou guider les consommateurs et accroître leurs désirs d'acheter le produit. Comme le dit l'expert français Romain Cally : « vendre c’est avant tout convaincre psychologiquement un individu d’acheter ». On peut parler à ce propos de manipulation, c'est donc une discipline dont les objectifs posent parfois des problèmes éthiques - tout dépend des raisons (1) pour lesquelles les techniques sont utilisées, car elles peuvent l'être pour tenter d'influencer les consommateurs à adopter des comportements plus sains ou plus écologiques et des techniques (2), elles-mêmes, utilisées. Certaines techniques en marketing permettent de développer un sentiment d'intégrité en s'appuyant sur les valeurs des consommateurs et leur impact identitaire positif.
La psychologie du consommateur vient du rapprochement entre les techniques du marketing, la psychologie, la psychologie du consommateur et la psychologie sociale appliquée et les neurosciences (le neuromarketing).
Les fonctions de la psychologie du consommateur sont :
- tenter de comprendre les comportements d’achat des consommateurs/acheteurs : enquêtes sur les comportements d'achat, discerner les effets des variables dites « psychologiques » ;
- prédire les comportements d’achat des consommateurs/acheteurs : anticiper d'éventuels échecs commerciaux (et donc réduire les risques financiers pour les industriels) ;
- influencer les comportements d’achat des consommateurs/acheteurs : cela consiste à utiliser les procédés empruntés à la psychologie pour façonner des stratégies publicitaires. L'objectif des professionnels du marketing est de vendre coûte que coûte un produit ou une marque. La psychologie du consommateur est la science qui va les aider à le faire.

### Le «nouveau» consommateur
Les attentes des consommateurs évoluent de façon permanente et plus ou moins rapidement.
Le consommateur a pris conscience qu’il avait le pouvoir entre les mains, et qu’il pouvait influencer sur le lieu de production et la qualité : Le consom'acteur ou consommateur responsable a fait son apparition. En effet, leur approche du développement durable s’approfondissant, les consommateurs sont de plus en plus nombreux à mettre en cohérence leurs actes d’achats avec leurs valeurs en prêtant une plus grande attention aux caractéristiques sociales, environnementales et éthiques des produits qu'ils achètent. Une exigence toujours plus grande des consommateurs vis-à-vis des entreprises s'impose, notamment pour être renseignés sur les produits qui sont consommés. C'est-à-dire la demande de preuves concrètes de la qualité des produits et de leurs compositions.
- La mode vestimentaire est constitutive du commerce de l'habillement[réf. souhaitée] ;
- La montée de l'intérêt pour les produits à bas prix ou mis en vente au moment des soldes. Dans les années 2000 est née la tendance du « consommateur malin » cherchant en permanence « la bonne affaire » (terme qui semble avoir été créé pour attirer les classes moyennes et non plus seulement la clientèle pauvre) ;
- Le Do it yourself
- Les meubles en kit (cf. les meubles Ikea vendus en kit pour faciliter le transport et aussi réduire les prix) ;
- Le développement de l'économie « low cost » (ex : magasins discount, produits issus de pays à bas coûts, compagnies aériennes à bas prix, ventes privées) ;
- Concept de prosommateur qui évoque la tendance des consommateurs à produire et à se professionnaliser ;
- L'intégration croissante des biens dans une prestation de service élargie : location d'un véhicule sur longue durée, avec dépenses associées et contrat d'entretien inclus[réf. nécessaire] ;
- La recherche d'informations sur le net via des sites de conseils d'achat (tels que Selectos, Test-Achats ou UFC Que Choisir) avant d'effectuer un achat est très utilisé[9].

Les besoins des consommateurs peuvent être analysés grâce aux études qualitatives